# Грегори, Уильям (хронист)

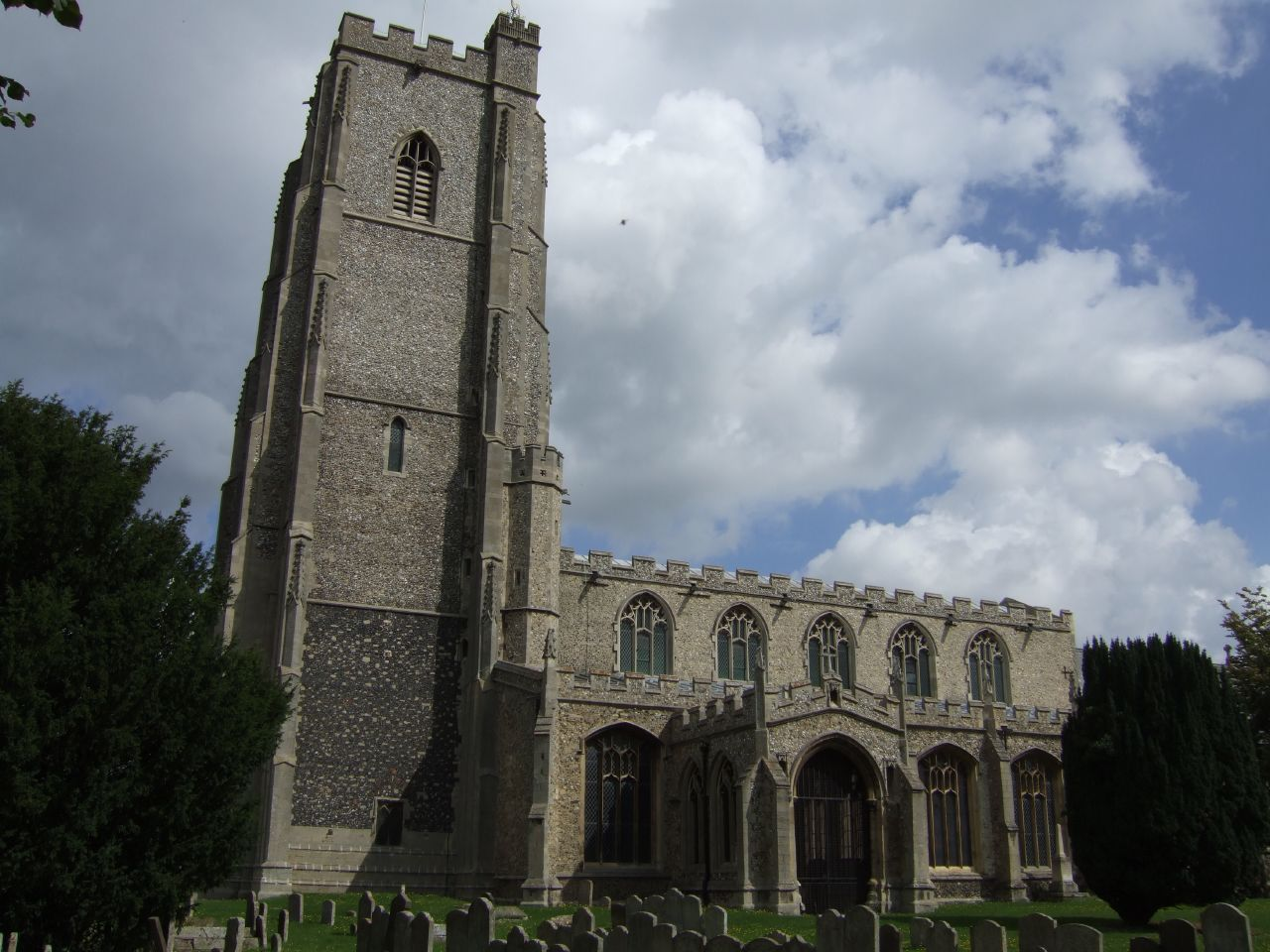
Церковь Святой Марии в Милденхолле (Суффолк), XIV в.

Уильям Грегори (англ. William Gregory, лат. Willelmus Gregory; около 1400, Милденхолл — 1467, Лондон) — английский хронист и торговец, лорд-мэр Лондона (1451—1452), летописец Столетней войны и начала войны Алой и Белой розы, предполагаемый автор «Хроники Грегори» (англ. Gregory's Chronicle).  

## Биография
Родился около 1400 года в Милденхолле (Суффолк) в семье Роджера Грегори Милденхоллского, зажиточного торговца, по другим данным — дворянина.
Пойдя по стопам отца, перебрался в Лондон, где стал членом гильдии кожевников, а затем и её старшиной, сколотив немалое состояние на торговле кожами во времена правления Генриха VI. С 1435 года в течение 26 лет был олдерменом от Кордуэйнера, населённого башмачниками, изготовлявшими обувь из кордовской кожи (сафьяна). В 1436 году был шерифом, а в 1451—1452 годах — лордом-мэром Лондона.
Будучи преуспевающим торговцем, сделал щедрые пожертвования в церковь Святой Анны и Святой Агнессы в Олдерсгейте на Грэшем-стрит. В 1461 году выстроил там часовню, получив деньги от аренды имущества, купленного у вдовы по имени Маргарет Хольмехегге и двух других прихожан этого храма.
Помимо этого, завещал немалые суммы различным церквям, больницам и богоугодным заведениям города. Сделал богатые пожертвования на алтарь храма Св. Марии Олдермэри, в приходе которого проживал сам, а также церкви Св. Марии в родном Милденхолле.
По-видимому, не получил глубокого образования и являлся самоучкой, а при составлении хроники пользовался записями настоятелей приходских церквей и материалами городского архива.
Умер в январе 1467 года и был похоронен в церкви Св. Анны в Олдерсгейте, уничтоженной Великим Лондонским пожаром 1666 года.

## Семья
Согласно собственному завещанию, составленному 6 ноября 1465 года, был трижды женат (на Джоанне, Джулиане и другой Джоанне), имел двух дочерей и 9 внуков: 7 от первой дочери и двоих — от второй. Старшая дочь Маргарет вышла замуж за Джона Крока, олдермена гильдии кожевников.

## Сочинения
В течение долгого времени ему безоговорочно приписывалось авторство городской хроники Лондона, т. н. «Хроники Грегори» на среднеанглийском языке, охватывающей события 1189—1469 годов, с начала правления Ричарда I Львиное Сердце и до конца правления Эдуарда IV Йоркского. Однако в 1469 году, которым оканчивается хроника, Грегори давно уже не было в живых, поэтому, хотя авторство его не вызывает сомнений у большинства исследователей, он, вероятно, имел анонимного продолжателя.
Уделяя особый интерес событиям городской жизни Лондона, Грегори не упускал из виду государственные, церковные и внешнеполитические дела, в том числе события Столетней войны, в частности, походы Генриха V и осаду им Руана (1418—1419), народного восстания Джека Кэда (1450—1451) и начала войны Алой и Белой розы (1455—1485). Будучи участником второй битвы при Сент-Олбансе 17 февраля 1461 года на стороне Йорков, описал её как очевидец.
«Хроника Грегори» сохранилась в единственной рукописи из собрания Британской библиотеки (MS Edgerton 1995) на 223 пергаментных листах в четверть, включающей, помимо летописного, ряд случайных текстов поэтического и медицинского характера.
Комментированное научное издание хроники было выпущено в 1876 году историком Джеймсом Герднером, в сборнике «Историческая коллекция лондонских горожан XV века», подготовленном для «Кемденского общества» (англ. Camden Society) антиквариев.

## Публикации
- Chronicle of London by William Gregory, scinner. Edited by James Gairdner // The Historical Collections of a Citizen of London in the Fifteenth Century. — London: Printed for the Camden Society, 1876. — pp. 55–239. — (Camden Record Society Old Series).